# Tara McPherson

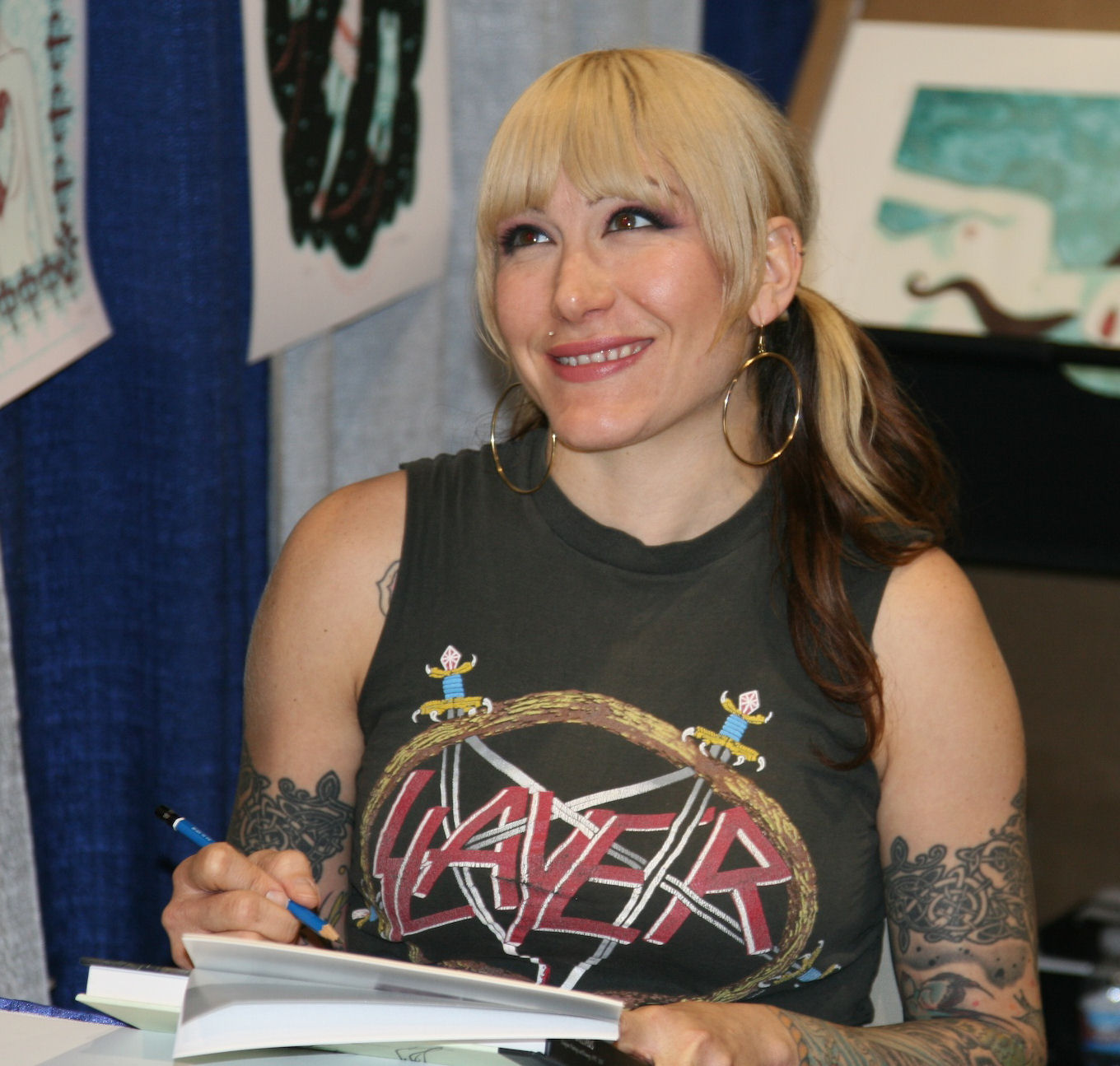
Tara McPherson (2007)

Tara McPherson (* 1976 in San Francisco) ist eine US-amerikanische Malerin und Illustratorin.

## Werdegang
Tara McPherson wurde 1976 in San Francisco geboren und wuchs in Los Angeles auf. Während ihrer College-Zeit absolvierte sie ein Praktikum bei den Rough Draft Studios und arbeitete dabei v. a. an der Zeichentrickserie Futurama von Matt Groening. Sie studierte danach am Art Center in Pasadena und schloss ihr Studium mit einem Bachelor of Fine Arts in Illustration mit Auszeichnung ab.
Nach Abschluss ihres Studiums zog sie nach New York City um und begann, als freischaffende Künstlerin zu arbeiten. Dort begann sie, Konzertplakate für die Knitting Factory und für Bands aus dem Alternative-Bereich, z. B. Built to Spill, Death Cab for Cutie und Queens of the Stone Age; später auch für Duran Duran und Depeche Mode zu entwerfen. Ihr künstlerisches Schaffen umfasst neben Plakaten auch Gemälde, Spielzeugfiguren und Comics.
Ihr Stil ist stark durch Comics beeinflusst; in ihren Bildern sind häufig kleine Kinder in Tierkostümen, Herzen und Menschen in phantasievollen Umgebungen, aber auch Tentakel, Blut, Vampire und Teufel zu sehen. Ein häufig wiederkehrendes Motiv ist ein herzförmig klaffendes, blutiges Loch im Brustkorb der abgebildeten Personen als Sinnbild für gebrochene Herzen. Sie ist eine regelmäßige Teilnehmerin an der jährlich stattfindenden Flatstock Poster Convention und hat Vorträge u. a. an der University of Arizona und am American Institute of Graphic Arts gehalten. Neben ihrer künstlerischen Tätigkeit spielt sie auch Bass in einer Band.